# 86-я танковая бригада
 86-я танковая бригада  — танковая бригада Красной армии в годы Великой Отечественной войны.
Сокращённое наименование — 86 тбр.

## Формирование и организация
86-я танковая бригада сформирована на основании Директивы НКО № 724986сс от 09.05.1942 г. в УрВО в г. Нижний Тагил Свердловской обл. при участии Челябинского УАБТЦ и 19-го утп в период с 5 марта по 29 июля 1942 г.
29 июля 1942 г. после сформирования поступила в распоряжение 38-й армии Брянского фронта.
2 сентября 1942 г. Директивой Ставки ВГК № 170593 от 30.08.1942 г. бригада, вместе с 38-й армией была передана в состав Воронежского фронта.
28 октября 1942 г. переподчинена 40-й армии Воронежского фронта. 27 января 1943 г. поступила в распоряжение 38-й армии Воронежского фронта. 1 марта 1943 г. включена в состав группы генерал-лейтенанта Козлова по обороне г. Харьков.
28 апреля 1943 г. поступила в распоряжение 40-й армии Воронежского фронта.
8 июля 1943 г. подчинена 1-й ТА. 7 августа 1943 г. выведена в резерв Ставки ВГК в район г. Тула в Тульский танковый лагерь.
15 февраля 1944 г. на основании Директивы ГШКА № орг/3/315252 от 15.02.1944 г. 86-я танковая бригада переформирована в 12-ю самоходно-артиллерийскую бригаду СУ-76.

## Боевой и численный состав
Бригада сформирована по штатам №№ 010/345-010/352 от 15.02.1942 г.:
- Управление бригады [штат № 010/345]
- 232-й отдельный  танковый батальон [штат № 010/346]
- 233-й отдельный танковый батальон [штат № 010/346]
- Мотострелково-пулеметный батальон [штат № 010/347]
- Противотанковая батарея [штат № 010/348]
- Зенитная батарея [штат № 010/349]
- Рота управления [штат № 010/350]
- Рота технического обеспечения [штат № 010/351]
- Медико-санитарный взвод [штат № 010/352]

В июне или июле 1942 г. танковые батальоны 86-й ТБр перешли на штат №010/394, все танки КВ-1 убыли из состава 86-й танковой бригады, в бригаде появилась отдельная танковая рота (штат №010/397)

## Подчинение
Периоды вхождения в состав Действующей армии:
- с 31.07.1942 по 07.08.1943 года.

| Дата            | Фронт (округ)            | Армия              | Корпус               | Дивизия | Бригада | Примечания |
| --------------- | ------------------------ | ------------------ | -------------------- | ------- | ------- | ---------- |
| 01.03.1942 года | Уральский военный округ  |                    |                      |         |         |            |
| 01.04.1942 года | Уральский военный округ  |                    |                      |         |         |            |
| 01.05.1942 года | Уральский военный округ  |                    |                      |         |         |            |
| 01.06.1942 года | РВГК                     | 3-я танковая армия | 12-й танковый корпус |         |         |            |
| 01.07.1942 года | РВГК                     | 3-я танковая армия | 12-й танковый корпус |         |         |            |
| 01.08.1942 года | Брянский фронт           |                    |                      |         |         |            |
| 01.09.1942 года | Брянский фронт           | 38-я армия         |                      |         |         |            |
| 01.10.1942 года | Брянский фронт           | 38-я армия         |                      |         |         |            |
| 01.11.1942 года | Воронежский фронт        |                    |                      |         |         |            |
| 01.12.1942 года | Воронежский фронт        |                    |                      |         |         |            |
| 01.01.1943 года | Воронежский фронт        | 40-я армия         |                      |         |         |            |
| 01.02.1943 года |                          |                    |                      |         |         |            |
| 01.03.1943 года | Воронежский фронт        |                    |                      |         |         |            |
| 01.04.1943 года | Юго-Западный фронт       |                    |                      |         |         |            |
| 01.05.1943 года | Юго-Западный фронт       |                    |                      |         |         |            |
| 01.06.1943 года | Воронежский фронт        | 40-я армия         |                      |         |         |            |
| 01.07.1943 года | Воронежский фронт        | 40-я армия         |                      |         |         |            |
| 01.08.1943 года | Воронежский фронт        |                    |                      |         |         |            |
| 01.09.1943 года | Московский военный округ |                    |                      |         |         |            |
| 01.10.1943 года | Московский военный округ |                    |                      |         |         |            |
| 01.11.1943 года | Московский военный округ |                    |                      |         |         |            |
| 01.12.1943 года | Московский военный округ |                    |                      |         |         |            |
| 01.01.1944 года | Московский военный округ |                    |                      |         |         |            |
| 01.02.1944 года | Московский военный округ |                    |                      |         |         |            |

## Командиры

### Командиры бригады
- Засеев Виктор Георгиевич, подполковник (15.03.1943 попал в плен), 14.03.1942 - 14.03.1943 года.[1]
- Вылегжанин Александр Трофимович, подполковник, ид,  16.03.1943 - 25.05.1943 года.[2]
- Агафонов Василий Сергеевич, полковник, ид, 28.05.1943 - 24.06.1943 года.[3]
- Агафонов Василий Сергеевич, полковник, 24.06.1943 - 15.02.1944 года.

### Начальники штаба бригады
- Казьменко Константин Петрович, подполковник, 05.03.1942 - 12.09.1942 года.[4]
- Тертичный Пётр Данилович, подполковник, 12.09.1942 - 09.12.1942  года.[5]
- Зубков Константин Алексеевич, майор, 09.12.1942 - 25.06.1943 года.[6]
- Мирошников Илья Григорьевич, майор, 25.06.1943 - 29.07.1943 года.[7]
- Поздов Иван Васильевич, майор, 29.07.1943 - 05.02.1944 года.[8]

### Заместитель командира бригады по строевой части
- Шевченко Пётр Фёдорович, подполковник, 28.04.1943 - 00.07.1943 года.

### Начальник политотдела, заместитель командира по политической части
- Макаров Василий Дмитриевич, батальоный комиссар, 27.02.1942 - 19.01.1943 года.
- Батечко Кузьма Зиновьевич, майор, 19.01.1943 - 16.06.1943 года.
- Осокин Иван Андреевич, подполковник, 16.06.1943 - 15.01.1944 года.

## Боевой путь

### 1942
В августе-октябре 1942 г. 86-я танковая бригада провела в наступлении 26 дней (8, 11-17 августа, 15 сентября – 2 октября), в т.ч. 19 дней (8, 11-15 августа, 15-19, 21-24, 26, 27, 30 сентября, 2 октября) – непосредственно в атаках против немецких 340-й и 377-й пехотных дивизий, поддерживая действия 7-й мотострелковой и 229-й стрелковой бригад, 21-й горнокавалерийской и 240-й стрелковой дивизий 38-й армии. За это время бригада обеспечила продвижение пехоты в общей сложности примерно на 7 км вперед, освободила 3 населенных пункта (Гнездилово, Мокрый, безымянный хутор южнее Вериловки), потеряв в ходе наступлений до 460 человек личного состава и 45 танков
В составе оставшихся 55 танков 86-я танковая бригада 10 дней (13-22 января) провела в наступлении, поддерживая действия 107-й, 305-й и 340-й стрелковых дивизий 40-й армии (Воронежский фронт) против 7-й венгерской, 26-й и 168-й немецких пехотных дивизий. За это время бригада участвовала в освобождении 22 населенных пунктов, потеряв безвозвратно 9 танков (2 КВ-1, 7 Т-34), всего 16% своего танкового парка, однако большая часть остального танкового парка вышла из строя по боевым и техническим причинам и осталась на дорогах наступления

### 1943
5—6 февраля 1943 г. на пополнение было получено 50 новых танков (32 Т-34, 18 Т-70). В обновленном составе 86-я танковая бригада 6 дней (10-15 февраля) провела в наступлении 237-й и 240-й стрелковых дивизий 38-й армии и участвовала в освобождении как минимум 6 населенных пунктов (Репьевка, Субботино, Солнцево, Шлях, Возрождение, 1-я Екатериновка), потеряв всего 1 танк Т-34 безвозвратно и 30 человек личного состава (13 — убитыми, 17 — ранеными).
К марту большая часть январского танкового парка 86-й ТБр была исключена из состава 86-й танковой бригады, в начале марта получен на пополнение 1 танк КВ-1, после чего к 8 марта 86-я танковая бригада располагала в наличии 57 танками (1 КВ-1, 37 Т-34, 19 Т-70), большая часть которых была получена бригадой 4—6 февраля. В последовавшие затем 9 дней (8-16 марта) оборонительных боевых действий под Харьковом, поддерживая пехоту 19-й и 303-й стрелковых дивизий 3-й танковой армии против немецких моторизованных дивизий СС «Лейбштандарт СС Адольф Гитлер» и «Рейх», бригада потеряла все задействованные под Харьковом танки безвозвратно, а это не менее 32 танков (1 КВ-1, 19 Т-34, 12 Т-70). Безвозвратные потери личного состава составили как минимум 72 человека убитыми и пропавшими без вести. Ещё примерно 20 танков (16Т-34, 4 Т-70) в марте было передано в состав 110-й и 180-й танковых бригад.
Свой 4-й по счету танковый парк 86-я танковая бригада получила в апреле — июне 1943 г., после чего к началу июля насчитывала 73 танка (47Т-34, 11 Т-70, 15 Т-60). В боевых действиях до июля 1943 г. бригада не участвовала и потерь в танках не имела.